# Espace Mittelland
Der Espace Mittelland ist eine zu statistischen Zwecken nach politischen Grenzen festgelegte Grossregion in der Schweiz. Nach der Einteilung des Bundesamtes für Statistik (BFS) umfasst sie die Kantone Bern, Freiburg, Solothurn, Neuenburg und Jura, also nur einen Teil des geographischen Mittellandes sowie Gebiete, die geographisch nicht zum Mittelland zählen, wie das Berner Oberland, die Freiburger Voralpen sowie die im Jura gelegenen Kantone Neuenburg und Jura und Anteile der Kantone Bern (Berner Jura) und Solothurn (Schwarzbubenland).

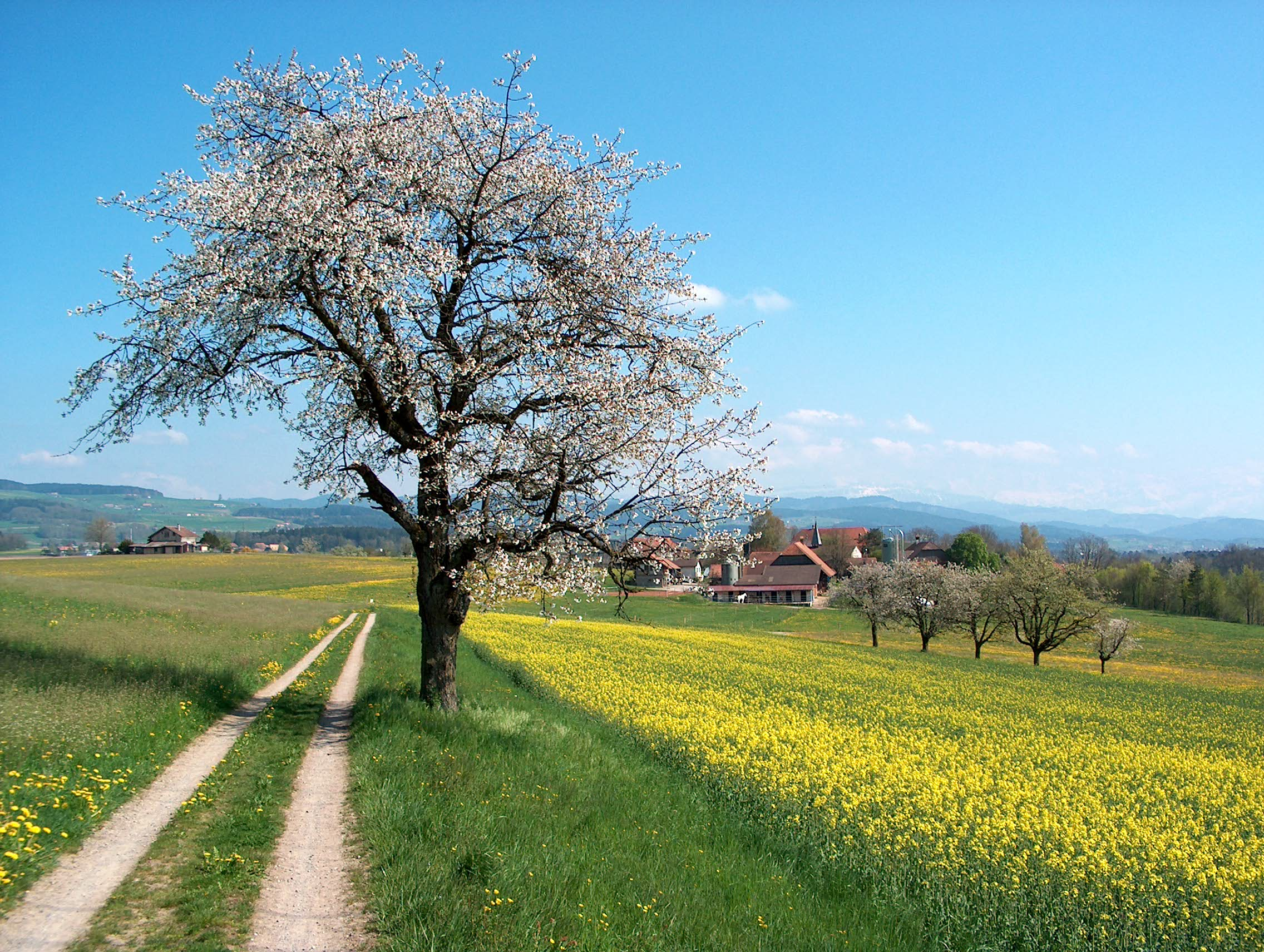
Landschaft im Mittelland

Die gleichnamige Organisation wurde per Ende 2009 aufgelöst. Der Verein bestand aus den Kantonen Bern, Freiburg, Solothurn, Neuenburg, Jura, Waadt und Wallis. Laut eigenen Angaben habe die Organisation die selbst gesteckten Ziele nicht erreicht. Zudem habe die Finanzierung nicht breiter abgestützt werden können.
Per 31. Dezember 2019 betrug die Einwohnerzahl 1'886'584. Der Ausländeranteil (gemeldete Einwohner ohne Schweizer Bürgerrecht) bezifferte sich am Stichtag auf 19,3 Prozent.